# طرفة بن عبد
طَرَفة بن العبد فرزند سفیان (حدود ۸۶ - ۶۰ ق. هـ / ۵۳۹ - ۵۶۴ م). در بحرین متولد شد. نام کامل وی: ( طرفة بن العبد بن سفیان بن سعد بن مالک بن ضبیعة بن قیس بن ثعلبة بن عکابة بن صعب بن علی بن بکر ابن وائل بن قاسط بن هنب بن أفصی بن دعمی بن جدیلة بن أسد بن ربیعة بن نزار بن معدّ بن عدنان ) .
از شاعران عرب دوران جاهلی بود، طرفه و دایی‌اش متلمّس هر دو در دستگاه عمرو بن هند امیر حیره از ستایشگران او بودند.
هنگامی که نعمان امیر حیره، طرفه و دائی‌اش متلمّس را شایسته کیفر دانست آنها را برای کیفر با نامه‌ای نزد دادفروز گشنسبان، مرزبان ایرانی در بحرین و عمان، فرستاد ولی این دو در میانه راه گریختند. پدرش، عمویش
«المرقشان» و دائیی‌اش «المتلمس» از شعرای فحول بودند.
- این چند بیت از مطلعهٔ معلقهٔ مشهور «طرفه بن عبد» که به معلقهٔ (لِخَـوْلَةَ أطْـلالٌ بِبُرْقَةِ ثَهْمَـدِ ) معروف است:

 مطلع معلقه
| لِخَـوْلَةَ أطْـلالٌ بِبُرْقَةِ ثَهْمَـدِ     |  | تلُوحُ كَبَاقِي الوَشْمِ فِي ظَاهِرِ اليَدِ |
| وُقُـوْفاً بِهَا صَحْبِي عَليَّ مَطِيَّهُـمْ    |  | يَقُـوْلُوْنَ لا تَهْلِكْ أسیً وتَجَلَّـدِ    |
| كَـأنَّ حُـدُوجَ المَالِكِيَّةِ غُـدْوَةً     |  | خَلاَيَا سَفِيْنٍ بِالنَّوَاصِـفِ مِنْ دَدِ    |
| عَدَوْلِيَّةٌ أَوْ مِنْ سَفِيْنِ ابْنَ يَامِـنٍ   |  | يَجُوْرُ بِهَا المَلاَّحُ طَوْراً ويَهْتَـدِي  |
| يَشُـقُّ حَبَابَ المَاءِ حَيْزُومُهَا بِهَـا  |  | كَمَـا قَسَمَ التُّرْبَ المُفَايِلَ بِاليَـدِ |
| وفِي الحَيِّ أَحْوَی يَنْفُضُ المَرْدَ شَادِنٌ |  | مُظَـاهِرُ سِمْطَيْ لُؤْلُؤٍ وزَبَرْجَـدِ      |
| خَـذُولٌ تُرَاعِـي رَبْرَباً بِخَمِيْلَـةٍ    |  | تَنَـاوَلُ أطْرَافَ البَرِيْرِ وتَرْتَـدِي   |
| وتَبْسِـمُ عَنْ أَلْمَی كَأَنَّ مُنَـوَّراً     |  | تَخَلَّلَ حُرَّ الرَّمْلِ دِعْصٍ لَهُ نَـدِ      |
| سَقَتْـهُ إيَاةُ الشَّمْـسِ إلاّ لِثَاتِـهِ  |  | أُسِـفَّ وَلَمْ تَكْدِمْ عَلَيْهِ بِإثْمِـدِ     |
| ووَجْهٍ كَأَنَّ الشَّمْسَ ألْقتْ رِدَاءهَا    |  | عَلَيْـهِ نَقِيِّ اللَّـوْنِ لَمْ يَتَخَـدَّدِ    |
| وإِنِّي لأُمْضِي الهَمَّ عِنْدَ احْتِضَارِهِ   |  | بِعَوْجَاءَ مِرْقَالٍ تَلُوحُ وتَغْتَـدِي     |
| أَمُـوْنٍ كَأَلْوَاحِ الإِرَانِ نَصَأْتُهَـا   |  | عَلَی لاحِبٍ كَأَنَّهُ ظَهْرُ بُرْجُـدِ       |
| جُـمَالِيَّةٍ وَجْنَاءَ تَرْدَی كَأَنَّهَـا     |  | سَفَنَّجَـةٌ تَبْـرِي لأزْعَرَ أرْبَـدِ      |
| تُبَارِي عِتَاقاً نَاجِيَاتٍ وأَتْبَعَـتْ    |  | وظِيْفـاً وظِيْفاً فَوْقَ مَوْرٍ مُعْبَّـدِ    |
| تَرَبَّعْتِ القُفَّيْنِ فِي الشَّوْلِ تَرْتَعِي   |  | حَدَائِـقَ مَوْلِیَّ الأَسِـرَّةِ أَغْيَـدِ     |

دادافروز گشنسبان سردار معروف خسرو پرویز بود که نگهداری امنیت بخش بزرگی از مناطق عرب‌نشین را به عهده داشت.